# Ocnele Mari
Ocnele Mari è una città della Romania di 3 472 abitanti, ubicata nel distretto di Vâlcea, nella regione storica dell'Oltenia.

## Biografia
Fanno parte dell'area amministrativa anche le località di Buda, Cosota, Făcăi, Gura Suhaşului, Lunca, Ocniţa, Slătioarele e Ţeica.
Situata a 12 km da Râmnicu Vâlcea, la città è frequentata da un buon flusso di turismo interno, soprattutto per la presenza di sorgenti termali.

## Storia
La città ha origini molto antiche, fin dall'epoca romana con l'installazione di un forte militare dalla conquista della Dacia (101-106 d.C.), e sono stati trovati nella zona dei reperti del Neolitico. I primi documenti conosciuti in cui la città viene citata risalgono invece al 1408.
Oltre agli scavi archeologici, avviati nel 1960 da uno studioso locale, Gheorghe Moşteanu, monumenti interessanti della città sono la chiesa dedicata all'Assunzione di Maria (Adormirea Maicii Domnului), la chiesa detta Slatioarete e la chiesa di Titireciu, tutte del XVI secolo.

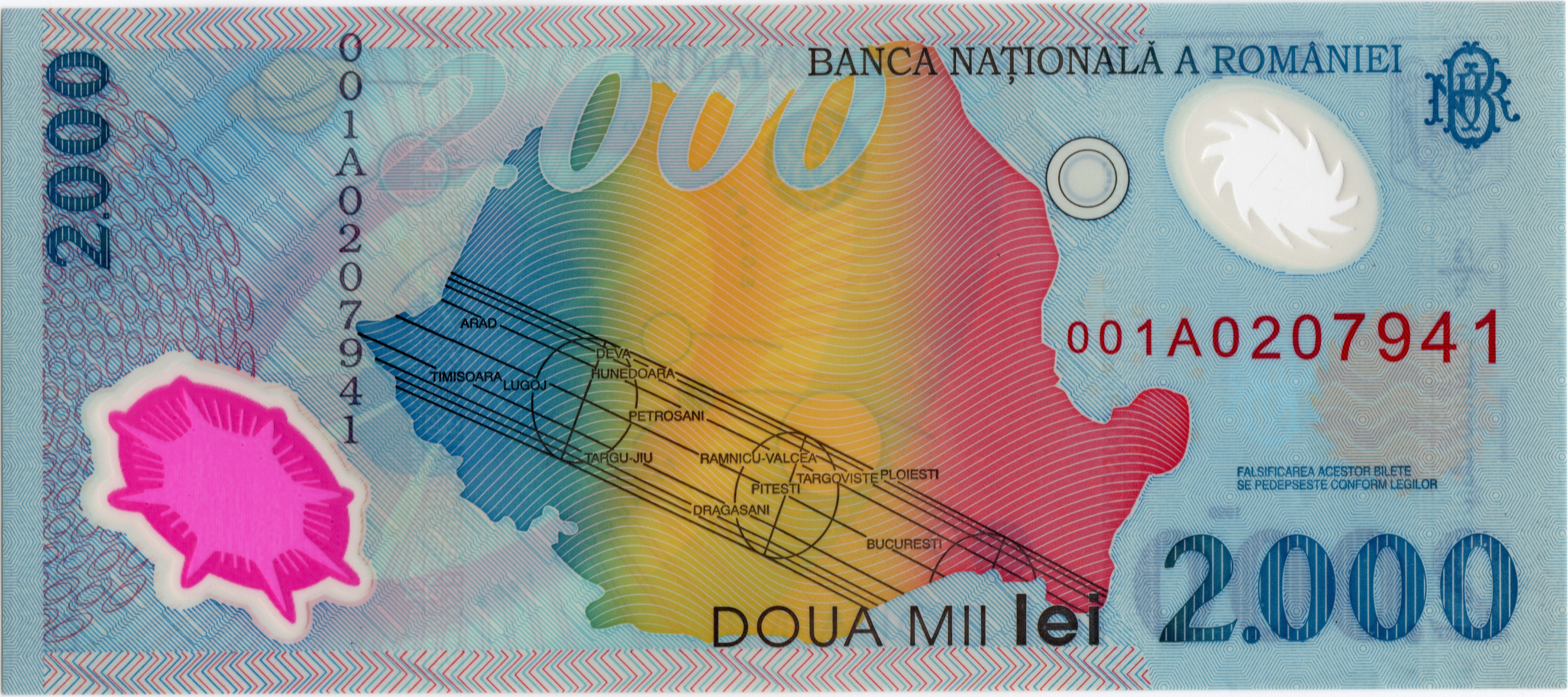
Banconota speciale rumena da 2.000 lei emessa appositamente per celebrare l'eclissi solare del 1999: sul retro è illustrato il percorso dell'ombra della Luna sulla mappa della Romania

L'11 agosto 1999 è stato luogo del massimo di un'eclissi solare totale della durata di 2 minuti e 22 secondi. Per celebrare l'evento astronomico venne emessa una speciale banconota da 2000 lei.